# Natalie Zemon Davis

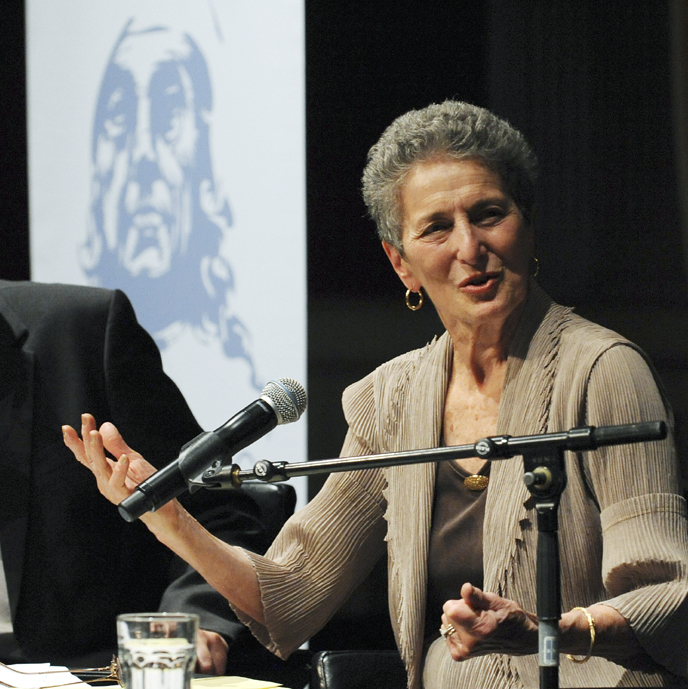
Natalie Davis

Natalie Zemon Davis (ur. 8 listopada 1928, zm. 21 października 2023 w Toronto) – amerykańska historyczka.

## Życiorys
Laureatka wielu prestiżowych nagród. Specjalizowała się w dziejach epoki wczesnonowożytnej. Wykładała na wielu uniwersytetach w Stanach Zjednoczonych i Kanadzie. Przede wszystkim związana była z Uniwersytetem Princeton, następnie wykładała na Uniwersytecie w Toronto. Zajmowała się antropologią historyczną i nową historią kultury oraz women’s studies.

## Wybrane publikacje
- Society and Culture in Early Modern France: Eight Essays, Stanford, California: Stanford University Press, 1975.
- "Women's History" in Transition: the European Case" pages 83–103 from Volume 3, Issue 3, Feminist Studies, 1975.
- "Ghosts, Kin, and Progeny: Some Features of Family Life in Early Modern France" pages 87–114 from Daedalus, Volume 106, Issue #2, 1977.
- "Gender and Genre: Women as Historical Writers, 1400–1820" pages 123–144 from University of Ottawa Quarterly, Volume 50, Issue #1, 1980.
- "Anthropology and History in the 1980s: the Possibilities of the Past"pages 267–275 from Journal of Interdisciplinary History, Volume 12, Issue #2, 1981.
- "The Sacred and the Body Social in Sixteenth-century Lyon", pages 40–70 from Past and Present, Volume 90, 1981.
- "Women in the Crafts in Sixteenth-century Lyon" pages 47–80, Volume 8, Issue 1, from Feminist Studies, 1982.
- "Beyond the Market: Books as Gifts in Sixteenth-century France" pages 69–88 from Transactions of the Royal Historical Society Volume 33, 1983.
- The Return of Martin Guerre, Cambridge, MA: Harvard University Press, 1983.
- Frauen und Gesellschaft am Beginn der Neuzeit, Berlin: Wagenbach, 1986.
- "`Any Resemblance to Persons Living or Dead': Film and the Challenge of Authenticity" pages 457–482 from The Yale Review, Volume 76, Issue #4, 1987.
- Fiction in the Archives: Pardon Tales and their Tellers in Sixteenth Century France, Stanford, California: Stanford University Press, 1987.
- "Fame and Secrecy: Leon Modena's Life as an Early Modern Autobiography" pages 103–118 from History and Theory, Volume 27, Issue #4, 1988.
- "History's Two Bodies" pages 1–13 from the American Historical Review, Volume 93, Issue #1, 1988.
- "On the Lame" pages 572–603 from American Historical Review, Volume 93, Issue #3, 1988.
- "Rabelais among the Censors (1940s, 1540s)" pages 1–32 from Representations, Volume 32, Issue #1, 1990.
- "The Shapes of Social History" pages 28–32 from Storia della Storiographia Volume 17, Issue #1, 1990.
- "Gender in the academy : women and learning from Plato to Princeton : an exhibition celebrating the 20th anniversary of undergraduate coeducation at Princeton University" / organized by Natalie Zemon Davis ... [et al.], Princeton : Princeton University Library, 1990
- "Women and the World of Annales" pages 121–137 from Volume 33, History Workshop Journal, 1992.
- Renaissance and Enlightenment Paradoxes, co-edited with Arlette Farge, Cambridge, MA: Belknap Press, 1993. Volume III of A History of Women in the West. [Originally published in Italian in 1991.]
- Women on the Margins: Three Seventeenth-century Lives], Cambridge, MA: Harvard University Press, 1995.
- A Life of Learning: Charles Homer Haskins Lecture for 1997, New York: American Council of Learned Societies, 1997. www.acls.org
- "Religion and Capitalism Once Again? Jewish Merchant Culture in the Seventeenth Century" from Representations No. 59 (Summer, 1997).
- Remaking Imposters: From Martin Guerre to Sommersby, Egham, Surrey, UK: Royal Holloway Publications Unit, 1997.
- "Beyond Evolution: Comparative History and its Goals" pages 149–158 from Swiat Historii edited by W. Wrzoska, Poznan: Instytut Historii, 1998.
- The Gift in Sixteenth-Century France, University of Wisconsin Press 2000
- Slaves on Screen: Film and Historical Vision, Cambridge, MA: Harvard University Press, 2002
- Trickster Travels New York: Hill & Wang, 2006.

## Publikacje w języku polskim
- Powrót Martina Guerre’a, przeł. Przemysław Szulgit, Poznań: Zysk i S-ka 2011, ISBN 978-83-11-12005-1
- Kobiety na marginesach: trzy siedemnastowieczne życiorysy, tł. Bartosz Hlebowicz, Warszawa: Wydawnictwo Naukowe PWN 2012.